# Międzynarodowa Unia Biochemii i Biologii Molekularnej
Międzynarodowa Unia Biochemii i Biologii Molekularnej (ang. International Union of Biochemistry and Molecular Biology, IUBMB) – międzynarodowa organizacja pozarządowa działająca w dziedzinach biochemii i biologii molekularnej. Stworzona w 1955 jako Międzynarodowa Unia Biochemii (International Union of Biochemistry), w 2008 roku zrzeszała 76 krajów członkowskich.
Komitet Nazewnictwa IUBMB (często wspólnie z IUPAC) publikuje standardy nomenklatury biochemicznej i biologii molekularnej, w tym nomenklaturę nazewnictwa enzymów (np. numer EC), a także opracowuje i standaryzuje jednostki używane w tych dziedzinach nauk (np. jednostka enzymu).
IUBMB ponadto organizuje, co trzy lata, Kongres Biochemii i Biologii Molekularnej (Congress of Biochemistry and Molecular Biology), oraz sponsoruje inne konferencje, sympozja, aktywności edukacyjne i wykłady.
IUBMB jest także powiązane z czasopismami naukowymi, jak: Biochemistry and Molecular Biology Education (dawniej jako Biochemical Education), BioEssays, BioFactors, Biotechnology and Applied Biochemistry, IUBMB Life, Molecular Aspects of Medicine i Trends in Biochemical Sciences.